# Valérie Charlier
Pour les articles homonymes, voir Charlier.
Valérie Charlier, née le 11 mars 1967, est une joueuse française de water-polo.

## Carrière
Avec l'équipe de France féminine de water-polo avec laquelle elle compte 75 sélections, Valérie Charlier est médaillée de bronze aux Championnats d'Europe 1989.